# Acrotaphus franklini
Acrotaphus franklini är en stekelart som beskrevs av Ian D. Gauld 1991. Acrotaphus franklini ingår i släktet Acrotaphus och familjen brokparasitsteklar. Inga underarter finns listade i Catalogue of Life.